# 日本春蘭

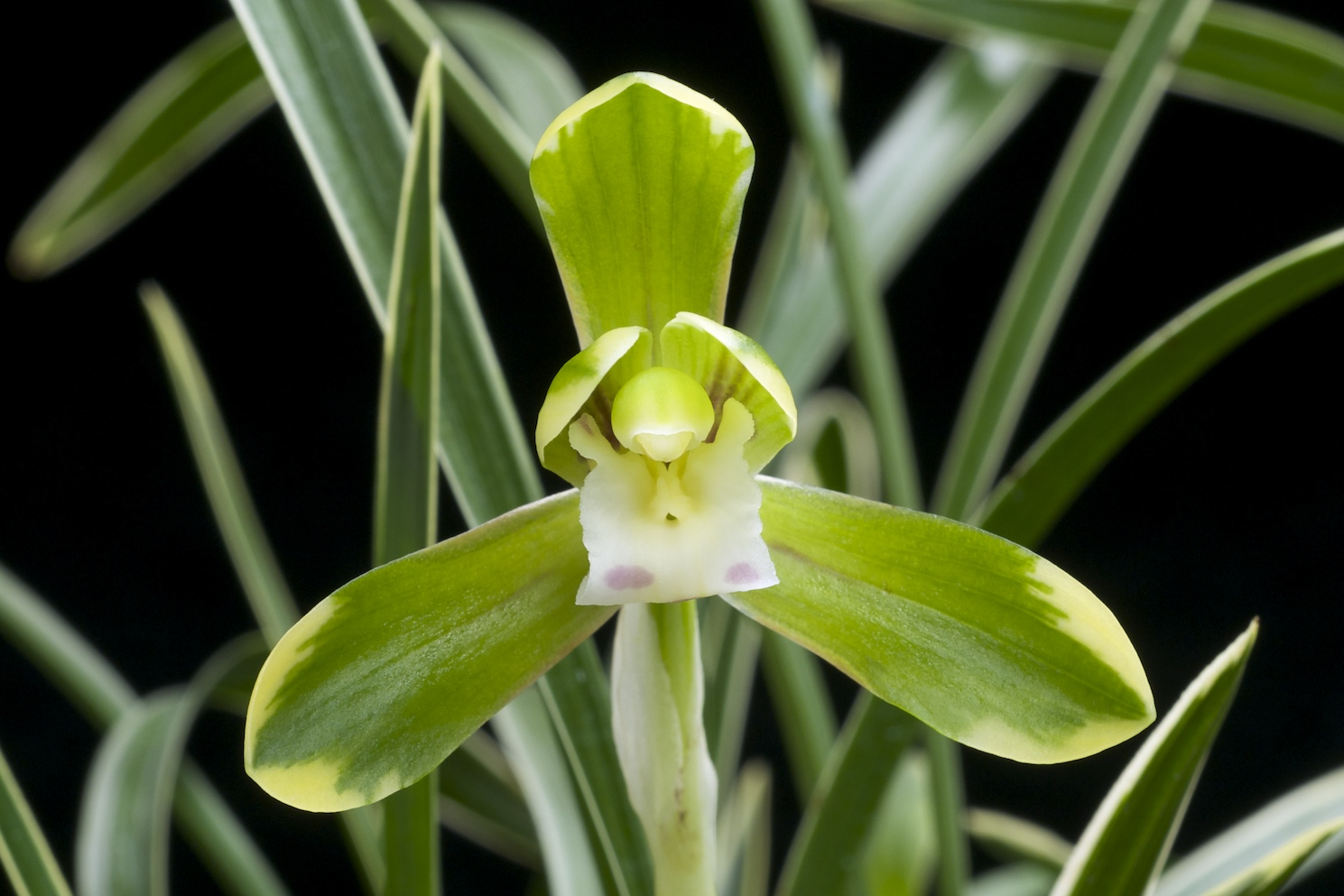
日本春蘭『雪山（せつざん）』
覆輪花を持つ花物・葉にも覆輪があり、柄物としても有名

日本春蘭（にほんしゅんらん）とは、東洋ランとしてのシュンランの呼称である。

## 概論
東洋ランは古くから中国でランが栽培されていたものであり、それが日本に持ち込まれたものから始まっている。その中で中国春蘭の一茎一花（いっけいいっか）は日本に自生するシュンランにごく近いものである。そこで、日本のシュンランでも同様のものがないかと探し始めたのが日本春蘭の始まりである。
実際に日本春蘭の品種が取り上げられ始めたのは明治後期以降に柄物が取り上げられたのが始めであり、昭和に入って花物にも目が向けられるようになり、品種の数も多くなった。現在でも新しい品種探しが行われ、各地の愛蘭会で新品種が登録されている。
洋ランでは種間などの交配による新品種の作出が行われ、さまざまな品種が作り出されてきたが、東洋ランではそのようなことは行われなかった。主として野外の株の個体変異の中から、わずかの違いをも区別し、それに品種名をつけることを行なってきた。繁殖は、親株からの株分けのみに頼ることになる。そのため、類似した形質の株が見つかると、品種の区別はややもすれば困難な場合があり、熟練しなければ区別困難なものも多い。偽物が出回る場合があり得る。
日本春蘭の品種は、鑑賞の対象によって大きく二つに分かれる。花を見る花物と葉を鑑賞の対象とする柄物である。

## 花物
中国春蘭においては、まず捧心（ほうしん：副弁のこと）に兜がある、つまりその先端部が肉厚の変形をしたものをまず優先するが、日本春蘭ではこのようなものが出現することが少ない。また、日本春蘭は、普通の花でも中国春蘭の審美判断で言えば、花形が整っている場合が多い。他方、中国春蘭では、花弁に赤い筋が入るものが多く、きれいな緑のものが少ないため、澄んだ緑を出すものを重視する傾向があるが、日本春蘭では、緑色をしているのが普通なので、赤や黄色の花弁のものを珍重する。したがって、日本春蘭では、花形より花色を重視する傾向が強い。その場合にも、花形が整っていることは名花の条件ではある。
日本春蘭の花物は、普通は以下のような部門に分ける。

### 色花

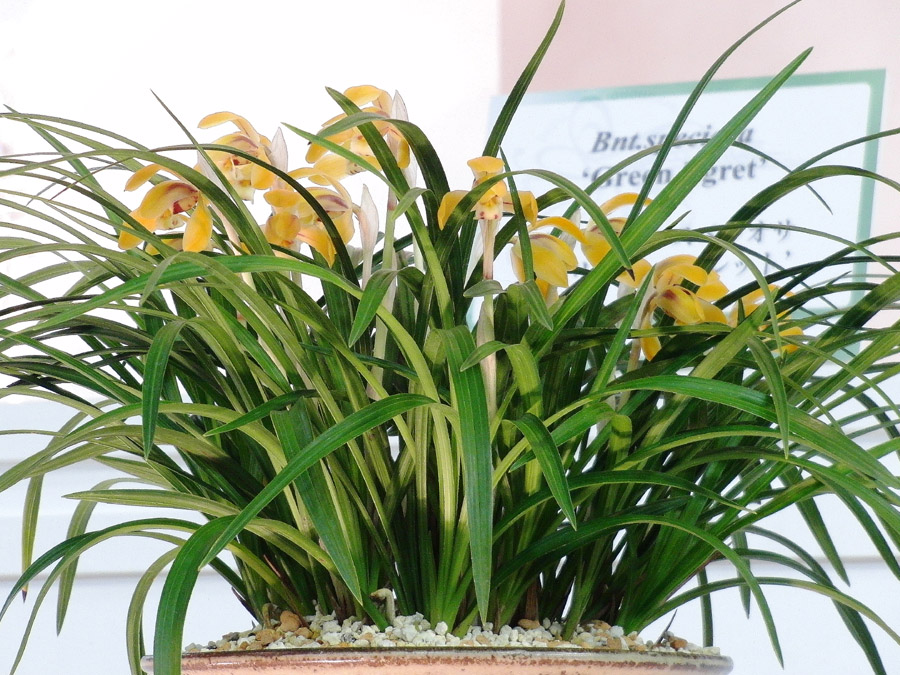
日本春蘭『福の光（ふくのひかり）』
朱金色花

唇弁以外の花弁がすべて緑以外の色がのるもの。たいていは、栽培の条件で緑色が強くなる。
- 赤花：赤系（朱、赤、朱金色など）

万寿（まんじゅ）・紅陽（こうよう）・光琳（こうりん）他
- 黄花：（黄色の花・緑に出やすい）

黄抱（きほう）他`

### 素心（そしん)
白花（はっか）とも言い、茎や唇弁に出る赤斑が一切出ないものを指す。必ずしも白い花ではなく、他の花弁は黄緑色が普通である。野外でも時折見つかる。
翠苑（すいえん）他

### 縞花
唇弁以外の花に葉に出るような縞が出るもの。多くの場合、葉にも縞が出るので、柄物として扱われるものもある。花物として優れたものは少ない。その中で、大虹（おおにじ）は、よく咲いたものは朱金・紅・紫などの色が入り交じった縞が出る名花として有名である。

### 覆輪花
唇弁以外の花に葉に出るような覆輪が出るもの。多くの場合、葉に覆輪が出るものは花にも覆輪が出るので、柄物として扱われるものも多い。その中で、花形に優れた帝冠（ていかん）・雪月花（せつげつか）などが有名である。その他、特殊な芸を持つものとして、朱金色の覆輪を出す日輪（にちりん）、白の覆輪の弁に紫を乗せる南紀（なんき）なども名花として知られる。

### 奇種
何等かの形で異常な形の花をつけるもの。
- 胡蝶咲き：唇弁の両側の外弁の下半分が唇弁化したもの。

越後獅子（えちごじし）・胡蝶の舞（こちょうのまい）他
- 八重咲き：多数の花弁が重なるようにつくもの、特に花弁的なものと唇弁的なものが交じるものを指す。牡丹咲きとも。

御国の花（みくにのはな）、鯨波（かちどき）他
- 菊咲き：花弁のみが円周に配列するもの、八重咲きを含む

六歌仙（ろっかせん）、東菊（あずまぎく）他
- 段咲き：常に複数花をつけるもの

高嶺の花（たかねのはな）他
- 兜咲き：副弁先端に兜をつけるもの、中国春蘭では当然の形質だが、日本春蘭では変わり咲き扱いである。

兜の誉（かぶとのほまれ）他

## 柄物
いわゆる斑入りの葉を持つものなど、葉姿を楽しむもの。

### 虎斑
葉の途中が何カ所か分断されるように色が変わっているもの。
- 輪波の花（わなみのはな）、守門山（すもんざん）、安積猛虎（あさかもうこ）等はいずれも昭和初期に発見された名品である。

### 縞・中斑
葉の軸にそう方向に色の違う縞模様を生じるものを縞、主軸に沿って内側だけが色変わりになるものを中斑と呼ぶ。中間的なものもある。
- 鳳凰殿（ほうおうでん）、常盤の松（ときわのまつ）他

### 覆輪
葉の周辺に沿って色が変わっているもの。花にも同じ柄が出る場合が多いので、花物として評価を受けるものもある。最初に発見された物でもある。
- 月桂冠（げっけいかん・明治30年に命名）、帝冠他

### 蛇皮
葉全体が広く薄い色で、濃い色の模様がうろこ状に入るもの。
- 群千鳥（むれちどり）他

## 栽培
腰の高い専用の植木鉢（黒く3本足の楽焼の鉢など）を使うのが普通である。用土としては鹿沼土、桐生土、赤玉土など鉱物質で有機物が少なく、多孔質で保水と通気のよい物がよいとされる。特に底の方には粒の大きい物を入れ、上には次第に粒の細かい用土を用いて植え込む。
鉢を地表におくことは少なく、棚の上などに置いて、通気のよい環境を維持する必要がある。乾燥し過ぎず、過湿にもならないように、また、やや明るめながらも、直射日光に当たらないようにする。
水は乾燥する寸前にやり、やる時はたっぷりと与える。